# Berchmanianum
Het Berchmanianum of Collegium Berchmanianum is een voormalig college en kloosterverblijf van de Sociëteit van Jezus in het zuidoosten van Nijmegen. Het pand ligt aan de Houtlaan 4, aan de noordrand van de wijk Brakkenstein, op de grens met Heijendaal. 
Het complex werd als klooster geopend in 1929. In 2002 is het gebouw opgenomen in het Rijksmonumentenregister.. 
Sinds oktober 2018 is het kloostercomplex in gebruik als academiegebouw van de Radboud Universiteit.

## Geschiedenis

### Stichting
In 1923 werd de Katholieke Universiteit Nijmegen (in 2004 omgedoopt tot de Radboud Universiteit) opgericht. Tijdens het daaropvolgende decennium bouwden vele religieuze orden gemeenschappen in de stad voor hun leden voor studenten of docenten in de nieuwe vestiging.
In 1928 stichtten de jezuïeten een college in de stad, gewijd aan de heilig verklaarde Jan Berchmans. In feite was dit een voortzetting van het Collegium Berchmanianum in Oudenbosch, een philosophicum of wijsgerig-theologische vooropleiding. Het college werd in 1929 geopend. De architecten waren Joseph Cuypers en Pierre Cuypers jr., zoon en kleinzoon van Pierre Cuypers, die het Rijksmuseum in Amsterdam ontwierp.

### Tijdens de Tweede Wereldoorlog
In 1941 liet de Gestapo de drukkerij van het Berchmanianum stilleggen, zodat er geen volgens de Duitse bezetter illegale bladen zouden worden uitgegeven. Op 30 mei 1942 vorderde de Schutzstaffel het gebouw. Een deel van de inventaris van de kloosterlingen werd in beslag genomen door de Hauptsturmführer Karl Birkel, de rest werd elders ondergebracht. Het gebouw kreeg van de SS een nieuwe bestemming als "kweekruimte" voor het zogeheten Lebensbornproject: het verwekken van kinderen die van het Arische ras waren. Er werden daar echter geen kinderen geboren. 
Op 7 augustus 1943 werd het gebouw in beslag genomen door militairen van het 365e bataljon (afkomstig uit Bonn) van de Ersatz-Brigade Großdeutschland, die het interieur opnieuw voor zichzelf inrichtten. De kloosterlingen moesten vertrekken; ca. 10 van hen werden opgevangen bij families in Brakkenstein, de anderen gingen naar kloosterboerderijen. In de winter van dat jaar verbleven er in het klooster ook soldaten uit de Elzas, die noodgedwongen dienden in het Duitse leger.
In september 1944 kwam het gebouw terug in handen van de jezuïeten, die daar bleven studeren. Tijdens Operation Market Garden was het gebouw in gebruik als veldhospitaal voor Amerikaanse soldaten.

### 1967 tot 2016
Van 1967 tot 2016 was het Berchmanianum verzorgings- en verpleeghuis voor broeders en paters van diverse katholieke congregaties en ordes. Op 9 december 2016 verhuisden de laatste bewoners naar de nieuwe zorgappartementen in Brakkenstein naast het gelijknamige klooster.

### Radboud Universiteit
In 2013 bereikte de universiteit overeenstemming tot overdracht met de eigenaar van het Collegium Berchmanianum. Het gebouw, gelegen aan de rand van het universitaire gebouwencomplex, werd heringericht als academiegebouw. Het college van bestuur en verschillende diensten die eerder in het bestuursgebouw aan de Comeniuslaan hun huisvesting hadden, zijn er sinds 2018 gevestigd.

## Afbeeldingen

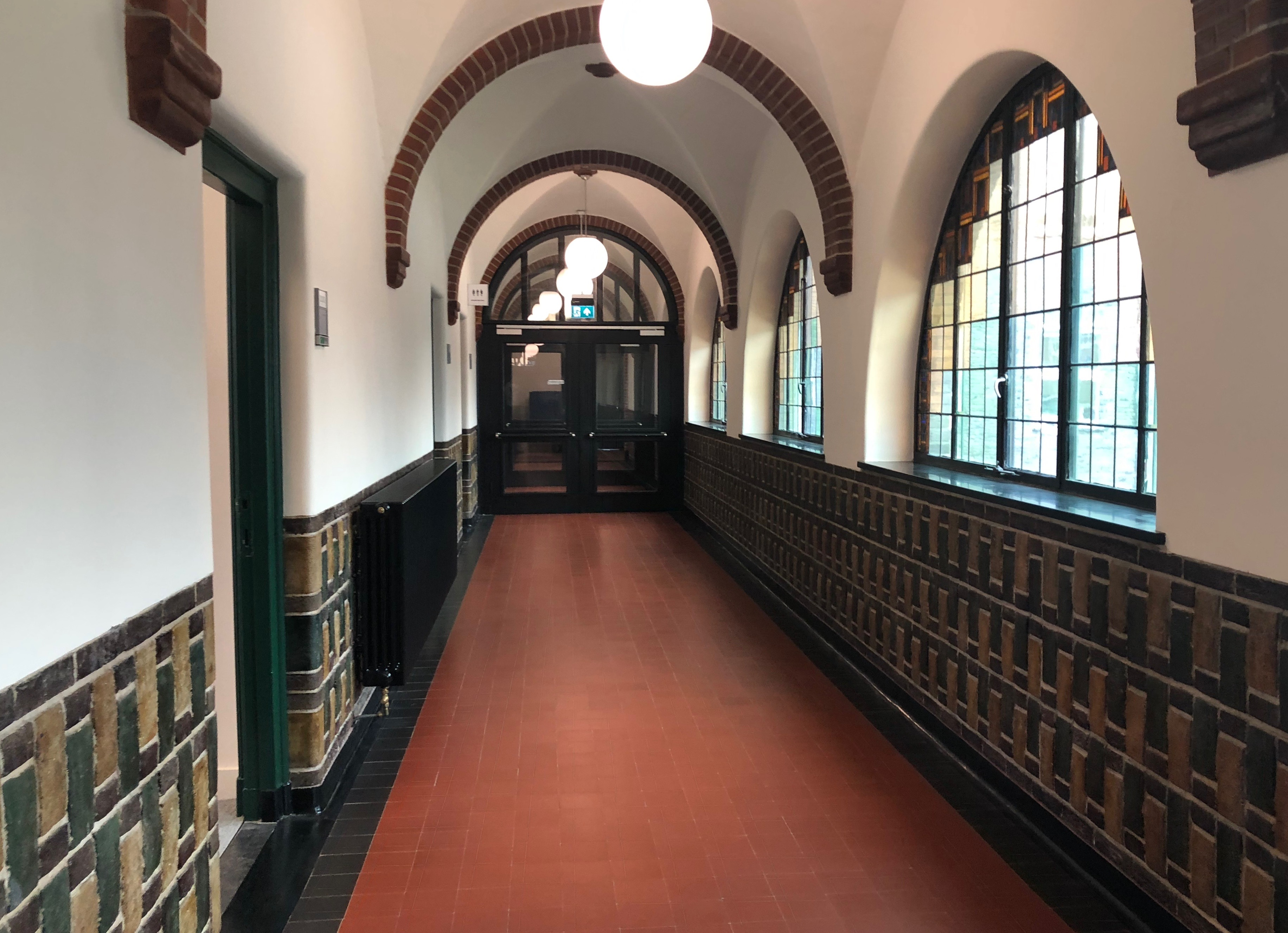
Gang
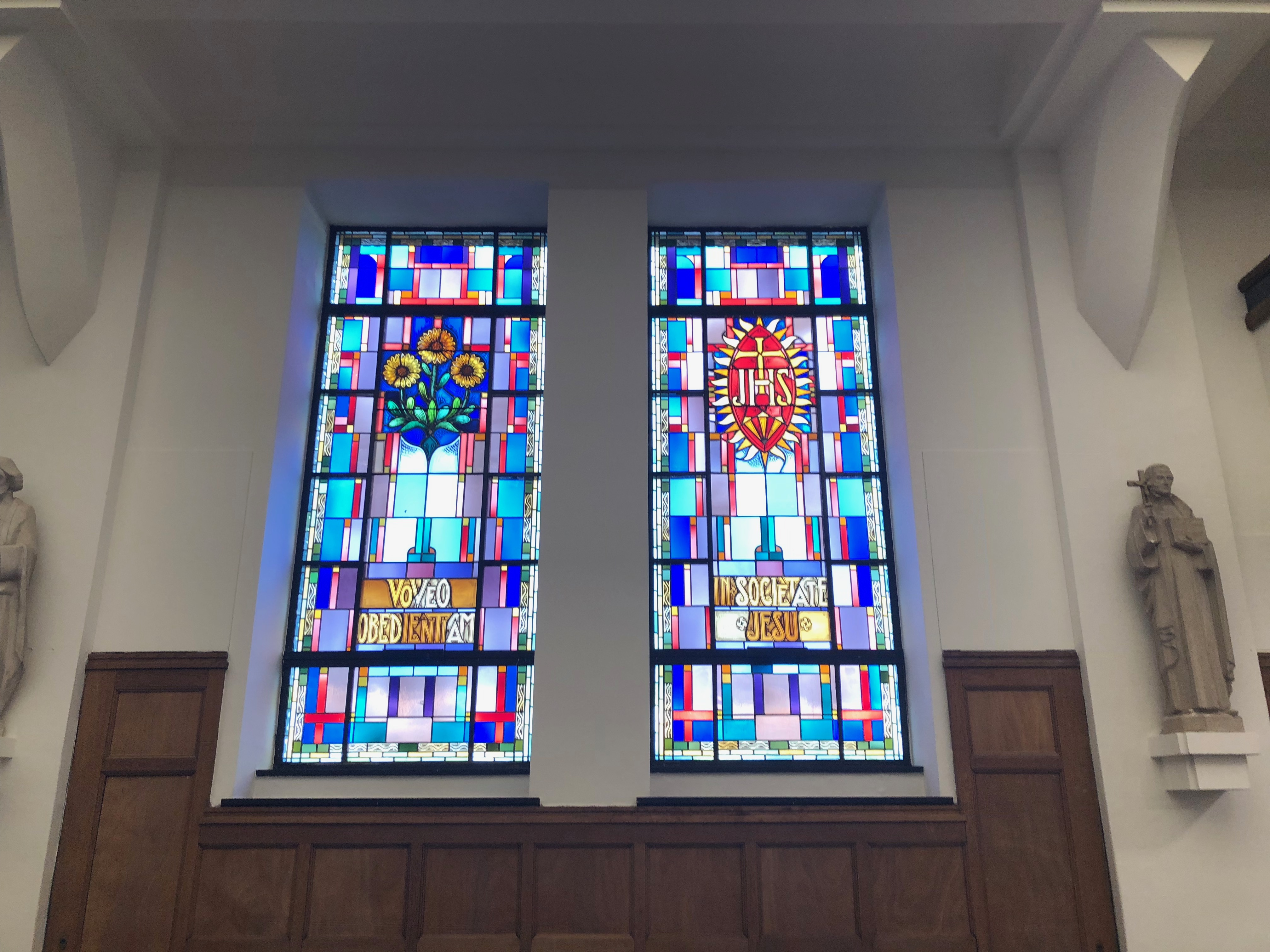
Glas en lood raam
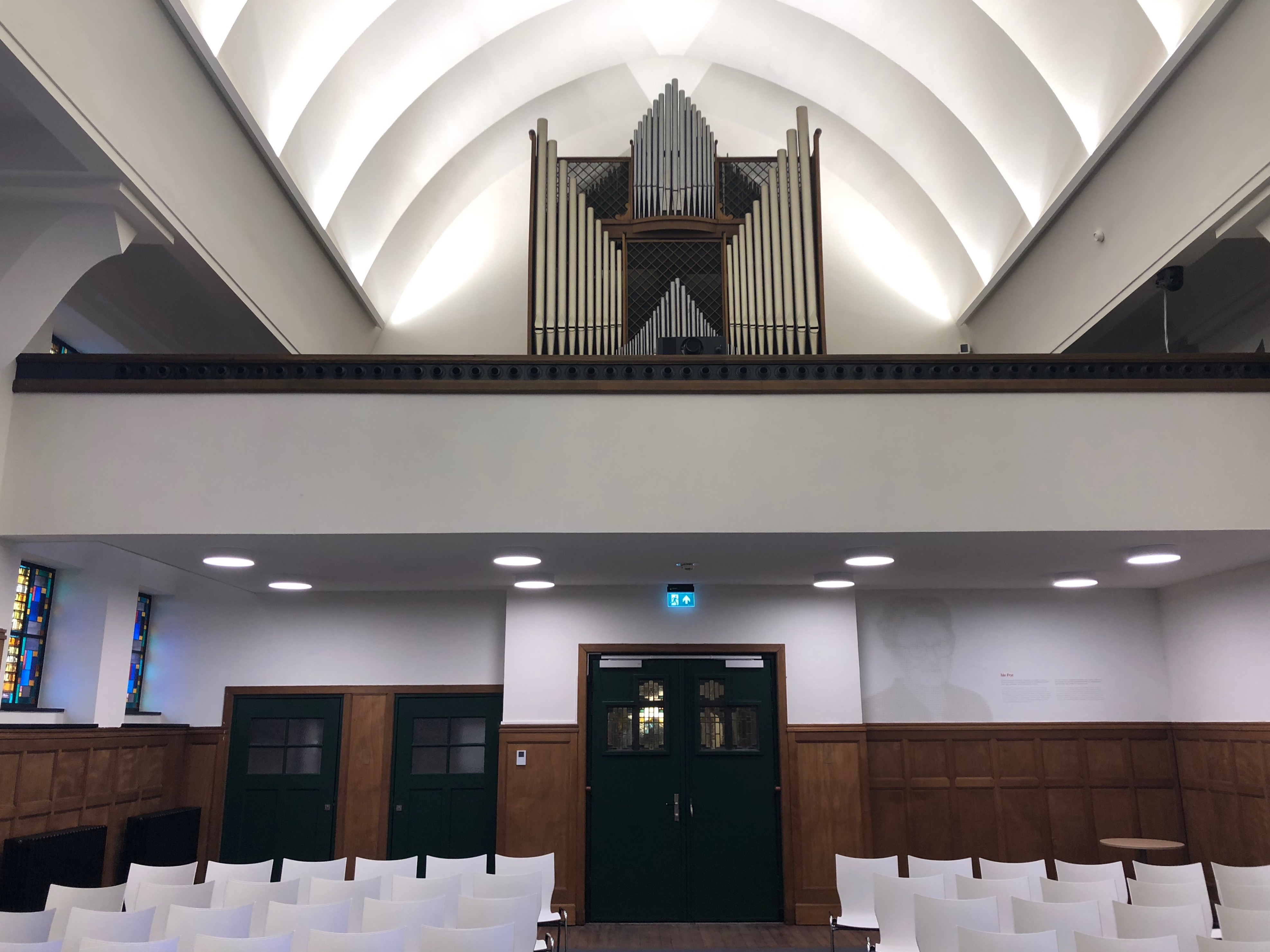
Kapel
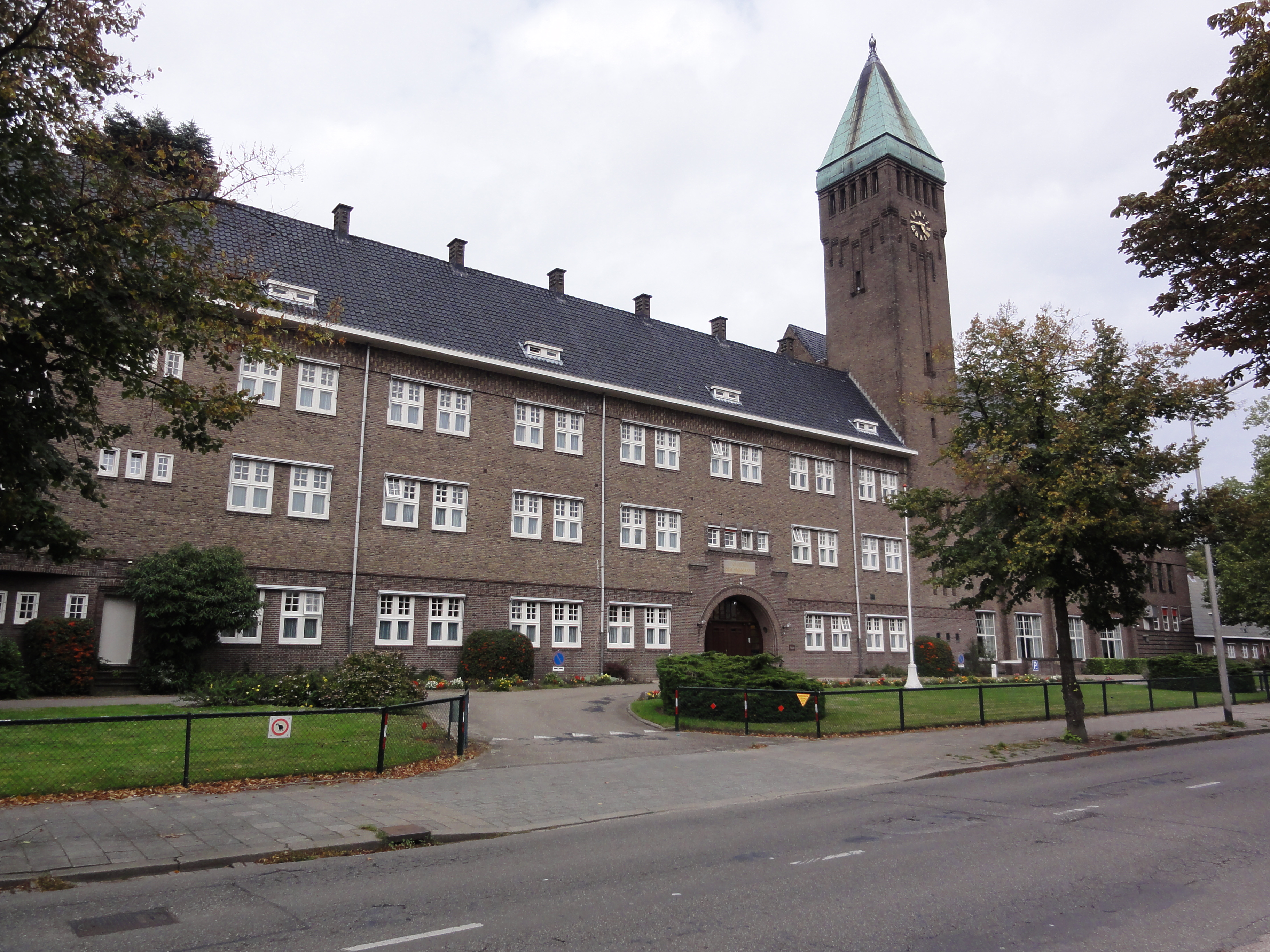
Straataanzicht
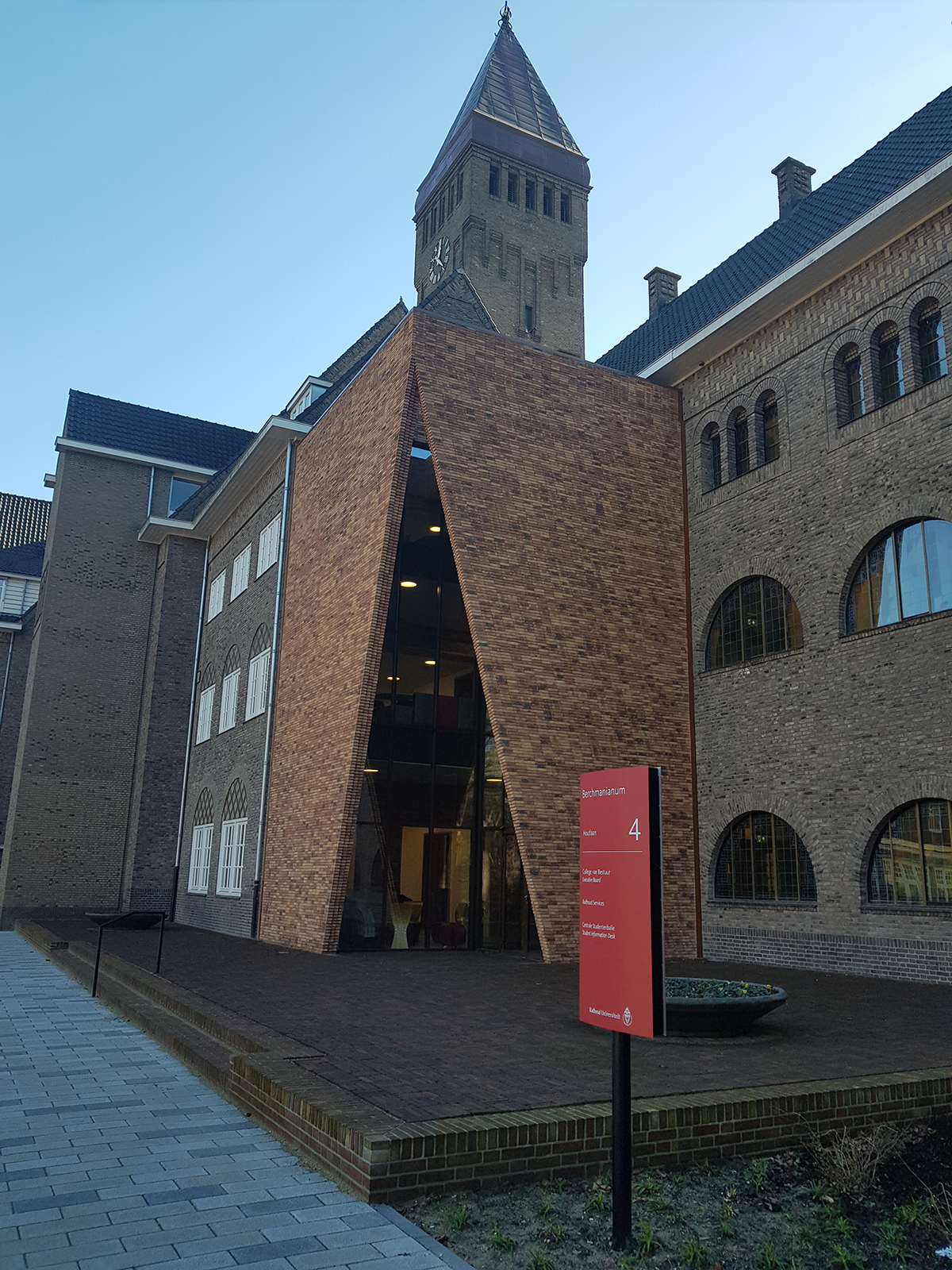
Nieuwe hoofdingang Berchmanianum
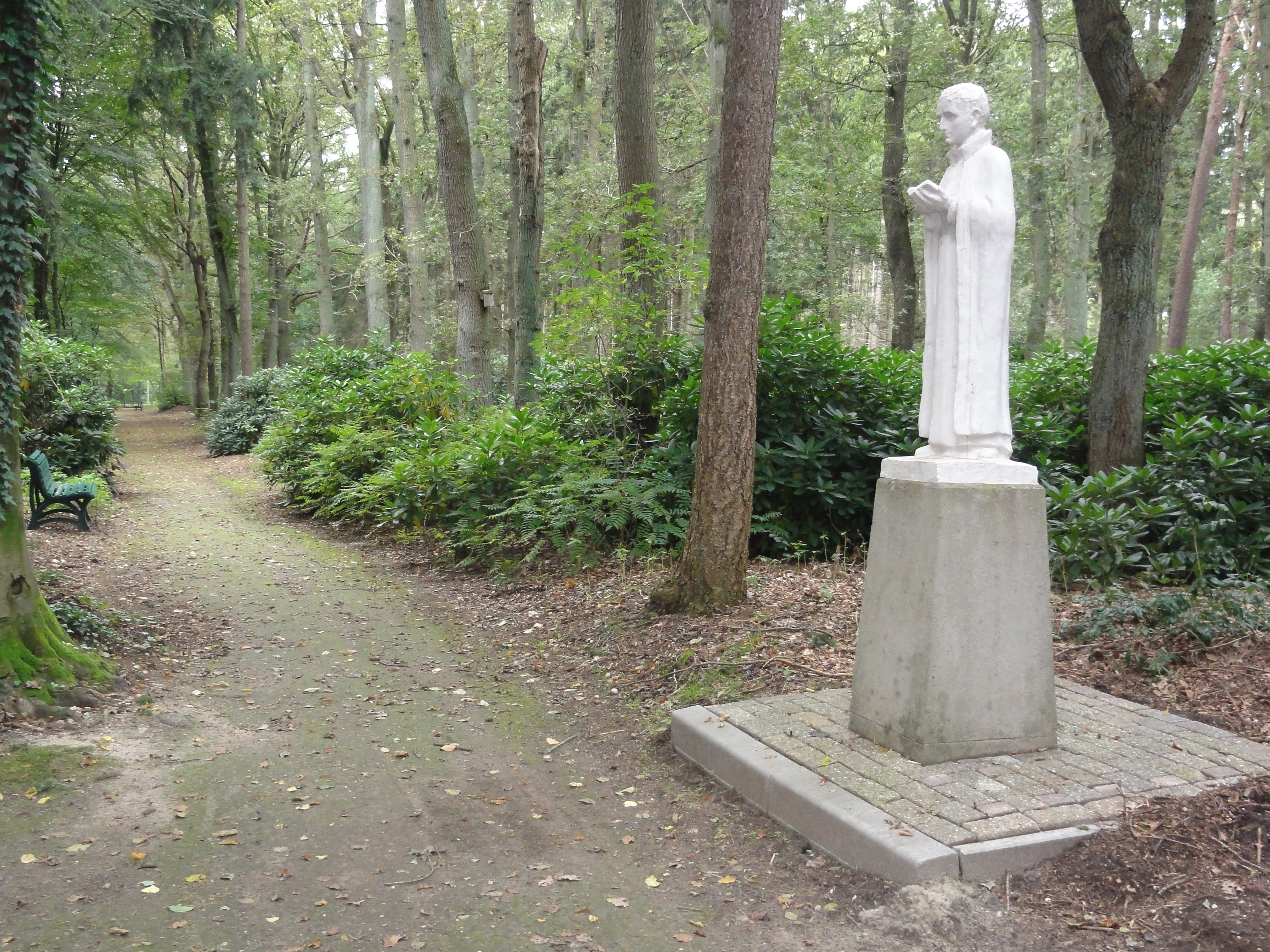
Standbeeld Jan Berchmans

## Publicaties
- Het Berchmanianum. Van studiehuis tot academiegebouw. Nijmegen, Van Tilt, 2019. ISBN 9789460043932